# Strukum
Strukum (dansk) eller Struckum (tysk) er en landsby og kommune i det nordlige Tyskland under Kreis Nordfriesland i delstaten Slesvig-Holsten. Byen ligger cirka 15 kilometer nord for Husum i det vestlige Sydslesvig.
Kommunen omfatter også landsbyer Fesholm (Fehsholm) og Valsbøl (Wallsbüll) og samarbejder på administrativt plan med andre kommuner i Midterste Nordfrisland kommunefællesskab (Amt Mittleres Nordfriesland).
I den danske tid hørte landsbyen under Breklum Sogn (Nørre Gøs Herred).